# Alebroides barbatus
Alebroides barbatus är en insektsart som beskrevs av Irena Dworakowska 1997. Alebroides barbatus ingår i släktet Alebroides och familjen dvärgstritar. Inga underarter finns listade i Catalogue of Life.